# Голос (Россия, сезон 3)
Третий сезон телевизионного шоу «Голос» транслировался с 5 сентября по 26 декабря 2014 года.
Нововведение третьего сезона — синий занавес. Зрителям в студии и телезрителям дается возможность ощутить себя на месте наставника: оценить только голос, предположить, каков из себя человек, поющий за занавесом. Перед выступлением не называется имя участника, не даётся интервью — интрига сохраняется вплоть до конца выступления.

## Наставники
- Наставники сезона
- Дима Билан
- Пелагея
- Александр Градский
- Леонид Агутин

- Дима Билан — российский певец, победитель конкурса «Евровидение-2008».
- Пелагея — фолк-рок-певица, основательница и солистка группы «Пелагея».
- Александр Градский — певец, мультиинструменталист, композитор; заслуженный деятель искусств России и народный артист Российской Федерации.
- Леонид Агутин — российский певец, поэт-песенник, композитор, заслуженный артист Российской Федерации.

## Команды
| - Победитель - Второе место - Третье место - Четвёртое место | - Выбыл в полуфинале - Выбыл в четвертьфинале - Выбыл в нокаутах - Спасён в поединках (имя вычеркнуто) - Выбыл в поединках |  |

| Наставники                                   | Топ 57 участников   | Топ 57 участников           | Топ 57 участников    | Топ 57 участников  | Топ 57 участников | Топ 57 участников |
| -------------------------------------------- | ------------------- | --------------------------- | -------------------- | ------------------ | ----------------- | ----------------- |
| Леонид Агутин                                |                     |                             |                      |                    |                   |                   |
| Мариам Мерабова                              | Интарс Бусулис      | Артур Бэст                  | Людмила Соколова     | Георгий Юфа        | Андрей Гризли     |                   |
| Мария Зайцева                                | София Рубина-Хантер | Самвел Варданян             | Майкл Блейз          | Владимир Степанянц | Ксения Бузина     |                   |
| Нтэнтие Мари Нжипуакую                       | Виктория Черенцова  | Алёна и Елизавета Шахтарины | Диана Шарапова       | Севиль Велиева     |                   |                   |
| Пелагея                                      |                     |                             |                      |                    |                   |                   |
| Ярослав Дронов                               | Алиса Игнатьева     | Пьер Эдель                  | Анастасия Главатских | Илья Киреев        | Сергей Михайлин   |                   |
| Альберт Мусаелян                             | Ваня Чебанов        | Айгюн Аскерова              | Зариф Норов          | Андрей Звонкий     | Никита Васильев   |                   |
| Александр Альберт                            | Анжелика Фролова    | Григорий Лавыш              | София Рубина-Хантер  |                    |                   |                   |
| Александр Градский                           |                     |                             |                      |                    |                   |                   |
| Александра Воробьёва                         | Валентина Бирюкова  | Буша Гоман                  | Роман Кошкаров       | Андрей Лефлер      | Станислас Виторт  |                   |
| Рамин Альханский                             | Екатерина Шемякина  | Диана Шарапова              | Ульяна Синецкая      | Сергей Онищенко    | Анна Абрамочкина  |                   |
| Александр Бичёв                              | Игорь Манаширов     | Гульшат Хамурзина           | Самвел Варданян      |                    |                   |                   |
| Дима Билан                                   |                     |                             |                      |                    |                   |                   |
| Александр Бон                                | Ксана Сергиенко     | Евгения Благова             | Симона Да Сильва     | Егор Сесарев       | Ольга Олейникова  |                   |
| Евгений Крафт                                | Григорий Лавыш      | Севиль Велиева              | Давид Мгеладзе       | Диляра Вагапова    | Софи Джейн Лаган  |                   |
| Илья Римар                                   | Рамин Альханский    | Айгюн Аскерова              | Ваня Чебанов         |                    |                   |                   |
| Спасённые участники будут выделены курсивом. |                     |                             |                      |                    |                   |                   |

## Слепые прослушивания

### Выпуск № 1: Слепые прослушивания. 1-я неделя
Выпуск вышел в эфир 5 сентября 2014 года. В начале выпуска наставники проекта исполнили песню The Beatles «Come Together».
| №  | Исполнитель                                                           | Песня                                                                   | Выбор участников и наставников | Выбор участников и наставников | Выбор участников и наставников | Выбор участников и наставников |
| №  | Исполнитель                                                           | Песня                                                                   | Агутин                         | Пелагея                        | Градский                       | Билан                          |
| -- | --------------------------------------------------------------------- | ----------------------------------------------------------------------- | ------------------------------ | ------------------------------ | ------------------------------ | ------------------------------ |
| 1  | Григорий Лавыш (25 лет, Гродно, Республика Беларусь )                 | «О любви» (Олег Тарасов)                                                |                                |                                |                                | —                              |
| 2  | Ася Пивоварова (28 лет, Ангарск)                                      | «Stayin’ Alive» (Барри Гибб / Робин Гибб / Морис Гибб)                  | —                              | —                              | —                              | —                              |
| 3  | Сергей Михайлин (37 лет, Хабаровск)                                   | «Voyage Voyage» (Жан-Мишель Рива / Доминик Дюбуа)                       | —                              |                                |                                |                                |
| 4  | Сергей Онищенко (28 лет, Новокузнецк)                                 | «Вечная любовь» (Шарль Азнавур / Жорж Гарваренц / Наталья Кончаловская) | —                              | —                              |                                |                                |
| 5  | Интарс Бусулис (36 лет, Талси, Латвия)                                | «It Don’t Mean a Thing» (Дюк Эллингтон / Ирвинг Миллс)                  |                                |                                | —                              | —                              |
| 6  | Алёна Мальцева (33 года, Санкт-Петербург)                             | «Валенки» (музыка и слова народные)                                     | —                              | —                              | —                              | —                              |
| 7  | Валентина Бирюкова (30 лет, поселение Троицк, Москва)                 | «Шопен» (Елена Ваенга)                                                  |                                | —                              |                                |                                |
| 8  | Яна Блиндер (26 лет, Москва)                                          | «Let It Be» (Джон Леннон / Пол Маккартни)                               | —                              | —                              | —                              | —                              |
| 9  | Владимир Степанянц (49 лет, Нью-Йорк, США )                           | «Manhã de Carnaval» (Антонио Мария / Луис Бонфа)                        |                                | —                              | —                              | —                              |
| 10 | Анастасия Главатских (21 год, Екатеринбург)                           | «It’s a Man’s Man’s Man’s World» (Джеймс Браун / Бетти Джин Ньюсон)     | —                              |                                | —                              | —                              |
| 11 | Дарья Машко (28 лет, Сургут,Ханты-Мансийский автономный округ — Югра) | «O surdato 'nnammurato» (Энрико Каннио / Аньелло Калифано)              | —                              | —                              | —                              | —                              |
| 12 | Иван Ургант (36 лет, Санкт-Петербург)                                 | «Обернитесь» (Константин Меладзе)                                       | ―                              | —                              | —                              | —                              |
| 13 | Егор Сесарев (26 лет, Санкт-Петербург)                                | «Angels» (Робби Уильямс / Гай Чемберс)                                  | —                              | —                              | —                              |                                |
| 14 | Гульшат Хамурзина (19 лет, Альметьевск,Республика Татарстан)          | «I Have Nothing» (Линда Томпсон / Дэвид Фостер)                         | —                              | —                              |                                |                                |

### Выпуск № 2: Слепые прослушивания. 2-я неделя
Выпуск вышел в эфир 12 сентября 2014 года.
| №  | Исполнитель                                                               | Песня                                                                   | Выбор участников и наставников | Выбор участников и наставников | Выбор участников и наставников | Выбор участников и наставников |
| №  | Исполнитель                                                               | Песня                                                                   | Агутин                         | Пелагея                        | Градский                       | Билан                          |
| -- | ------------------------------------------------------------------------- | ----------------------------------------------------------------------- | ------------------------------ | ------------------------------ | ------------------------------ | ------------------------------ |
| 1  | Никита Васильев (28 лет, Владикавказ,Республика Северная Осетия — Алания) | «Sunny» (Бобби Хебб)                                                    |                                |                                | —                              | —                              |
| 2  | Ольга Олейникова (37 лет, Самара)                                         | «I Can’t Stand the Rain» (Энн Пиблз / Бернард Миллер / Дон Брайан)      |                                |                                |                                |                                |
| 3  | Ульяна Синецкая (18 лет, Екатеринбург)                                    | «Белый снег» (Владимир Пресняков-младший / Валерий Сауткин)             | —                              | —                              |                                | —                              |
| 4  | Андрей Звонкий (37 лет, Москва)                                           | «Солдат» (Андрей Запорожец / Сергей Бабкин)                             | —                              |                                | —                              | —                              |
| 5  | Ирина Буренкова (29 лет, Самара)                                          | «Woman in Love» (Барри Гибб / Морис Гибб / Робин Гибб)                  | —                              | —                              | —                              | —                              |
| 6  | Наиль Гимадеев (27 лет, Москва)                                           | «Ave Maria» (Джулио Каччини)                                            | —                              | —                              | —                              | —                              |
| 7  | Нтэнтие Мари Нжипуакую (30 лет, Фумбан, Республика Камерун )              | «Я милого узнаю по походке» (музыка и слова народные)                   |                                | —                              | —                              | —                              |
| 8  | Евгения Благова (27 лет, Новоуральск)                                     | «Je suis malade» (Серж Лама / Элис Дона)                                | —                              |                                |                                |                                |
| 9  | Атеш Аббасов (22 лет, Москва)                                             | «Шанхай-блюз» (Евгений Маргулис / Валерий Сюткин / Сергей Миров)        | —                              | —                              | —                              | —                              |
| 10 | Михаил Мовшович (67 лет, Москва)                                          | «Скажите, девушки» (Родольфо Фалво / Энцо Фуско / Михаил Улицкий)       | —                              | —                              | —                              | —                              |
| 11 | Иван Чебанов (26 лет, Барнаул,Алтайский край)                             | «Don’t Worry Be Happy» (Бобби Макферрин)                                |                                | —                              | —                              |                                |
| 12 | Алиса Игнатьева (24 года, Москва)                                         | «Ой, у вишневому саду» (музыка и слова народные)                        | —                              |                                | —                              | —                              |
| 13 | Ирина Горбунова (26 лет, Екатеринбург)                                    | «Black Velvet» (Кристофер Вард / Дэвид Тайсон)                          | —                              | —                              | —                              | —                              |
| 14 | Георгий Юфа (39 лет, Москва)                                              | «Nothing’s Gonna Change My Love for You» (Джерри Гоффин / Майкл Массер) |                                |                                |                                |                                |

### Выпуск № 3: Слепые прослушивания. 3-я неделя
Выпуск вышел в эфир 19 сентября 2014 года
| №  | Исполнитель                                              | Песня                                                              | Выбор участников и наставников | Выбор участников и наставников | Выбор участников и наставников | Выбор участников и наставников |
| №  | Исполнитель                                              | Песня                                                              | Агутин                         | Пелагея                        | Градский                       | Билан                          |
| -- | -------------------------------------------------------- | ------------------------------------------------------------------ | ------------------------------ | ------------------------------ | ------------------------------ | ------------------------------ |
| 1  | Пьер Эдель (26 лет, Париж, Франция )                     | «House of the Rising Sun» (музыка и слова народные)                |                                |                                | —                              | —                              |
| 2  | Кристина Ярская 21 год, п. Яр, Удмуртская Республика     | «Птица» (Александр Шульгин)                                        | —                              | —                              | —                              | —                              |
| 3  | Мариам Мерабова 42 года, Москва                          | «Georgia on My Mind» (Хоги Кармайкл / Стюарт Горрелл)              |                                |                                |                                |                                |
| 4  | Курбан Набиулин 55 лет, Красноярск                       | «Песня старого извозчика» (Никита Богословский / Ярослав Родионов) | —                              | —                              | —                              | —                              |
| 5  | Севиль Велиева 21 год, Симферополь, Украина              | «Listen» (Скотт Катлер / Генри Кригер / Энн Превен)                |                                | —                              | —                              |                                |
| 6  | Илья Киреев 27 лет, Москва                               | «Танцы на стёклах» (Максим Фадеев)                                 | —                              |                                | —                              | —                              |
| 7  | Александр Бичёв 22 года, п. Каменка, Воронежская область | «Per te» ()                                                        |                                |                                |                                | —                              |
| 8  | Александра Акманова 22 лет, Мурманск                     | «Get Lucky»/«Топится баня» ()                                      | —                              | —                              | —                              | —                              |
| 9  | Ярослав Дронов 22 года, Новомосковск                     | «Знаешь» ()                                                        | —                              |                                | —                              |                                |
| 10 | София Шамс 18 лет, Санкт-Петербург                       | «Не надо слов» ()                                                  | —                              | —                              | —                              | —                              |
| 11 | Альберт Мусаелян 22 года, Саратов                        | «What a Wonderful World» ()                                        | —                              |                                | —                              | —                              |
| 12 | Евгений Крафт 27 лет, Новосибирск                        | «Happy» ()                                                         | —                              | —                              | —                              |                                |
| 13 | Симона Да Сильва 22 года, Липецк                         | «If I Ain’t Got You» ()                                            | —                              | —                              | —                              |                                |
| 14 | Александр Альберт 29 лет, Казань,Республика Татарстан    | «Верни мне музыку» ()                                              |                                |                                |                                |                                |

### Выпуск № 4: Слепые прослушивания. 4-я неделя
Выпуск вышел в эфир 26 сентября 2014 года.
| №  | Исполнитель                                         | Песня                                    | Выбор участников и наставников | Выбор участников и наставников | Выбор участников и наставников | Выбор участников и наставников |
| №  | Исполнитель                                         | Песня                                    | Агутин                         | Пелагея                        | Градский                       | Билан                          |
| -- | --------------------------------------------------- | ---------------------------------------- | ------------------------------ | ------------------------------ | ------------------------------ | ------------------------------ |
| 1  | Людмила Соколова 42 года, Волгоград                 | «Я падаю в небо»                         |                                |                                |                                |                                |
| 2  | Эльдар Ахмедов 16 лет, Тула                         | «Funiculì, funiculà»                     | —                              | —                              | —                              | —                              |
| 3  | Алёна и Елизавета Шахтарины 26 лет и 23 года, Томск | «Mr. Sandman»                            |                                | —                              | —                              | —                              |
| 4  | Софи Джейн Лаган 29 лет, Лондон, Великобритания     | «Like a Star»                            | —                              | —                              | —                              |                                |
| 5  | Зариф Норов 26 лет, Ахтубинск                       | «Дай мне шанс»                           | —                              |                                | —                              | —                              |
| 6  | Игорь Манаширов 50 лет, Москва                      | «Summertime»                             | —                              |                                |                                |                                |
| 7  | Марта Жданюк 21 год, Минск, Республика Беларусь     | «Купалинка»                              | —                              | —                              | —                              | —                              |
| 8  | Давид Мгеладзе 28 лет, Тбилиси, Грузия              | «Nothing’s Gonna Change My Love for You» | —                              | —                              | —                              |                                |
| 9  | Роман Кошкаров 35 лет, Барнаул                      | «Superstition»                           | —                              | —                              |                                |                                |
| 10 | Руслан Силин 40 лет, Воркута                        | «Государыня»                             | —                              | —                              | —                              | —                              |
| 11 | Наталья Винокурова 25 лет, Москва                   | «Stop»                                   | —                              | —                              | —                              | —                              |
| 12 | Анна Абрамочкина 42 года, Томск                     | «Зеркало»                                | —                              |                                |                                | —                              |
| 13 | Станислас Виторт 39 лет, Торонто, Канада            | «Dicitencello vuje»                      | —                              | —                              |                                | —                              |
| 14 | Мария Зайцева 31 год, Москва                        | «Why»                                    |                                | —                              |                                |                                |

### Выпуск № 5: Слепые прослушивания. 5-я неделя
Выпуск вышел в эфир 3 октября 2014 года.
| №  | Исполнитель                                         | Песня                                    | Выбор участников и наставников | Выбор участников и наставников | Выбор участников и наставников | Выбор участников и наставников |
| №  | Исполнитель                                         | Песня                                    | Агутин                         | Пелагея                        | Градский                       | Билан                          |
| -- | --------------------------------------------------- | ---------------------------------------- | ------------------------------ | ------------------------------ | ------------------------------ | ------------------------------ |
| 1  | Екатерина Шемякина 35 лет, Москва                   | «Get Lucky»                              | —                              |                                |                                | —                              |
| 2  | Артур Бэст 33 года, Капан, Республика Армения       | «Ноктюрн»                                |                                | —                              |                                |                                |
| 3  | Аглая Шиловская 21 год, Москва                      | «House of the Rising Sun»                | —                              | —                              | —                              | —                              |
| 4  | Майкл Блейз 34 лет, Курск                           | «It's a Man's Man's Man's World»         |                                | —                              | —                              | —                              |
| 5  | София Рубина-Хантер 29 лет, Таллин, Эстония         | «Autumn Leaves»                          | —                              |                                | —                              |                                |
| 6  | Даниил Градский 33 года, Москва                     | «Tears in Heaven»                        | —                              |                                | —                              |                                |
| 7  | Наталья Баяра 21 год, Минск, Республика Беларусь    | «Ты снишься мне»                         | —                              | —                              | —                              | —                              |
| 8  | Александр Простаков 25 лет, Казань                  | «WWW»                                    | —                              | —                              | —                              | —                              |
| 9  | Ксана Сергиенко 30 лет, Нью-Йорк США                | «Why»                                    |                                |                                |                                |                                |
| 10 | Никита Осин 23 года, Ташкент, Республика Узбекистан | «Гори, гори, моя звезда»                 | —                              | —                              | —                              | —                              |
| 11 | Диана Шарапова 30 лет, Алматы, Республика Казахстан | «Stop»                                   |                                | —                              | —                              | —                              |
| 12 | Андрей Гризли 27 лет, Москва                        | «Знаешь»                                 |                                | —                              | —                              |                                |
| 13 | Ксения Бузина 24 года, Чита,Забайкальский край      | «If I Ain’t Got You»                     |                                | —                              |                                |                                |
| 14 | Буша Гоман 37 лет, Люберцы, Московская область      | «Nothing's Gonna Change My Love For You» | Полная команда                 | —                              |                                |                                |

### Выпуск № 6: Слепые прослушивания. 6-я неделя
Выпуск вышел в эфир 10 октября 2014 года.
| №  | Исполнитель                                               | Песня                     | Выбор участников и наставников | Выбор участников и наставников | Выбор участников и наставников | Выбор участников и наставников |
| №  | Исполнитель                                               | Песня                     | Агутин                         | Пелагея                        | Градский                       | Билан                          |
| -- | --------------------------------------------------------- | ------------------------- | ------------------------------ | ------------------------------ | ------------------------------ | ------------------------------ |
| 1  | Александра Воробьёва 24 года, Энгельс,Саратовская область | «Chandelier»              | Полная команда                 |                                |                                |                                |
| 2  | Юрий Кононов 36 лет, Москва                               | «Напрасные слова»         | Полная команда                 | —                              | —                              | —                              |
| 3  | Александр Бон 29 лет, Мурманск                            | «Je suis malade»          | Полная команда                 |                                | —                              |                                |
| 4  | Виктория Черенцова 26 лет, Коркино                        | «Шопен»                   |                                |                                |                                |                                |
| 5  | Виталий Воронко 23 года, Минск, Республика Беларусь       | «Blurred Lines»           | Полная команда                 | —                              | —                              | —                              |
| 6  | Диляра Вагапова 29 лет, Казань                            | «Солдат»                  | Полная команда                 | —                              | —                              |                                |
| 7  | Николь Чавес 19 лет, Кито, Эквадор                        | «Contigo en la distancia» | Полная команда                 | —                              | —                              | —                              |
| 8  | Айгюн Аскерова 37 лет, Баку, Азербайджан                  | «Миражи»                  | Полная команда                 | —                              | —                              |                                |
| 9  | Илья Римар 26 лет, Санкт-Петербург                        | «Скажите, девушки»        | Полная команда                 | —                              | —                              |                                |
| 10 | Владимир Иванов 29 лет, Казань                            | «Happy»                   | Полная команда                 | —                              | —                              | —                              |
| 11 | Андрей Лефлер 27 лет, Нальчик                             | «Снилось мне»             | Полная команда                 | —                              |                                | —                              |
| 12 | Анжелика Фролова 27 лет, Сургут                           | «I Believe I Can Fly»     | Полная команда                 |                                |                                | —                              |
| 13 | Рамин Альханский 26 лет, Сочи                             | «Ноктюрн»                 | Полная команда                 | Полная команда                 | —                              |                                |
| 14 | Самвел Варданян 21 год, Москва                            | «Song for You»            | Полная команда                 | Полная команда                 |                                | Полная команда                 |

## Поединки

### Выпуски № 7-10: Поединки
Этап «Поединки» начался 17 октября и завершился 7 ноября 2014 года. Наставники разделили свою команду на двойки и оставили в проекте лишь одного вокалиста из каждой двойки. Как и в прошлом сезоне, на этом этапе у каждого наставника есть возможность спасения одного участника из другой команды. В этап «Нокауты» прошли по семь-восемь участников от каждой команды, а также спасённые наставниками.
Легенда:
| Выпуск                | Наставник          | № | Победитель           | Песня | Проигравший                 | Спасение       | Спасение       | Спасение       | Спасение       |
| Выпуск                | Наставник          | № | Победитель           | Песня | Проигравший                 | Билан          | Градский       | Пелагея        | Агутин         |
| --------------------- | ------------------ | - | -------------------- | --- | --------------------------- | -------------- | -------------- | -------------- | -------------- |
|                       |                    |   |                      | |                             |                |                |                |                |
| Выпуск 7 (17 октября) | Леонид Агутин      | 1 | Андрей Гризли        | «Bad Girls» (Эдвард Хокенсон / Брюс Судано / Донна Саммер / Джо Эспозито)                                    | Нтэнтие Мари Нжипуакую      | —              | —              | —              | Недоступно     |
| Выпуск 7 (17 октября) | Дима Билан         | 2 | Ксана Сергиенко      | «Я тебя отвоюю» (Игорь Крутой / Марина Цветаева)                                                             | Айгюн Аскерова              | Недоступно     | —              |                | —              |
| Выпуск 7 (17 октября) | Пелагея            | 3 | Альберт Мусаелян     | «Freedom» (Джордж Майкл)                                                                                     | Никита Васильев             | —              | —              | Недоступно     | —              |
| Выпуск 7 (17 октября) | Леонид Агутин      | 4 | Людмила Соколова     | «Если ты слышишь» (Полина Гриффис / Джоэль Эдвардс)                                                          | Севиль Велиева              |                | —              | —              | Недоступно     |
| Выпуск 7 (17 октября) | Александр Градский | 5 | Андрей Лефлер        | «Miserere» (Пол Хьюсон / Адельмо Форначари)                                                                  | Сергей Онищенко             | —              | Недоступно     |                | —              |
| Выпуск 7 (17 октября) | Пелагея            | 6 | Анастасия Главатских | «Белая песня» (Светлана Сурганова / Валерий Тхай)                                                            | Анжелика Фролова            | —              | —              | Недоступно     | —              |
| Выпуск 7 (17 октября) | Александр Градский | 7 | Екатерина Шемякина   | «Unforgettable» (Ирвинг Гордон)                                                                              | Игорь Манаширов             | —              | Недоступно     | —              | —              |
|                       |                    |   |                      | |                             |                |                |                |                |
| Выпуск 8 (24 октября) | Леонид Агутин      | 1 | Георгий Юфа          | «Beauty and the Beast» (Алан Менкен / Ховард Эшман)                                                          | Диана Шарапова              | —              |                |                | Недоступно     |
| Выпуск 8 (24 октября) | Дима Билан         | 2 | Ольга Олейникова     | «Ищу тебя» (Александр Зацепин / Леонид Дербенёв)                                                             | Илья Римар                  | Недоступно     | —              | —              | —              |
| Выпуск 8 (24 октября) | Леонид Агутин      | 3 | Интарс Бусулис       | «Play That Funky Music» (Роберт Парисси)                                                                     | Майкл Блейз                 | —              | —              | —              | Недоступно     |
| Выпуск 8 (24 октября) | Александр Градский | 4 | Александра Воробьёва | «Две розы» (Самуил Покрасс / Анатолий Д’Актиль)                                                              | Гульшат Хамурзина           | —              | Недоступно     | —              | —              |
| Выпуск 8 (24 октября) | Дима Билан         | 5 | Евгений Крафт        | «Every Breath You Take» (Гордон Самнер)                                                                      | Софи Джейн Лаган            | Недоступно     | —              | —              | —              |
| Выпуск 8 (24 октября) | Пелагея            | 6 | Сергей Михайлин      | «На заре» (Олег Парастаев / Игорь Журавлёв)                                                                  | Григорий Лавыш              |                | —              | Недоступно     | —              |
| Выпуск 8 (24 октября) | Пелагея            | 7 | Алиса Игнатьева      | «The Shadow of Your Smile» (Джонни Мэндел / Пол Уэбстер)                                                     | Александр Альберт           | Полная команда | —              | Недоступно     | —              |
|                       |                    |   |                      | |                             |                |                |                |                |
| Выпуск 9 (31 октября) | Леонид Агутин      | 1 | Мариам Мерабова      | «Бумажный змей» (Виктор Резников)                                                                            | Виктория Черенцова          | Полная команда | —              | —              | Недоступно     |
| Выпуск 9 (31 октября) | Леонид Агутин      | 1 | Мариам Мерабова      | «Бумажный змей» (Виктор Резников)                                                                            | Ксения Бузина               | Полная команда | —              | —              | Недоступно     |
| Выпуск 9 (31 октября) | Дима Билан         | 2 | Егор Сесарев         | «Billie Jean» (Майкл Джексон)                                                                                | Ваня Чебанов                | Полная команда | —              |                | —              |
| Выпуск 9 (31 октября) | Александр Градский | 3 | Станислас Виторт     | «I Hate You Then I Love You» (Мануэль де Фалья / Элио Чезари / Норман Ньюэлл / Альберто Теста / Фабио Теста) | Анна Абрамочкина            | Полная команда | Недоступно     | Полная команда | —              |
| Выпуск 9 (31 октября) | Пелагея            | 4 | Илья Киреев          | «Для тебя» (Сергей Крутиков)                                                                                 | Андрей Звонкий              | Полная команда | —              | Полная команда | —              |
| Выпуск 9 (31 октября) | Дима Билан         | 5 | Симона да Сильва     | «Say Something» (Иэн Аксель / Майк Кэмпбелл / Чед Ваккарино)                                                 | Рамин Альханский            | Полная команда |                | Полная команда | —              |
| Выпуск 9 (31 октября) | Александр Градский | 6 | Валентина Бирюкова   | «Твои следы» (Арно Бабаджанян / Евгений Евтушенко)                                                           | Александр Бичёв             | Полная команда | Полная команда | Полная команда | —              |
| Выпуск 9 (31 октября) | Леонид Агутин      | 7 | Артур Бэст           | «Ese Momento» (Армандо Мансанеро)                                                                            | Владимир Степанянц          | Полная команда | Полная команда | Полная команда | Недоступно     |
|                       |                    |   |                      | |                             |                |                |                |                |
| Выпуск 10 (7 ноября)  | Пелагея            | 1 | Пьер Эдель           | «Total Eclipse of the Heart» (Джим Стейнман)                                                                 | София Рубина-Хантер         | Полная команда | Полная команда | Полная команда |                |
| Выпуск 10 (7 ноября)  | Леонид Агутин      | 2 | Мария Зайцева        | «Три счастливых дня» (Алла Пугачева / Илья Резник)                                                           | Алёна и Елизавета Шахтарины | Полная команда | Полная команда | Полная команда | Недоступно     |
| Выпуск 10 (7 ноября)  | Пелагея            | 3 | Ярослав Дронов       | «Seven Nation Army» (Джек Уайт)                                                                              | Зариф Норов                 | Полная команда | Полная команда | Полная команда | —              |
| Выпуск 10 (7 ноября)  | Александр Градский | 4 | Буша Гоман           | «How Do You Keep the Music Playing?» (Мишель Легран / Алан Бергман / Мэрилин Бергман)                        | Ульяна Синецкая             | Полная команда | Полная команда | Полная команда | —              |
| Выпуск 10 (7 ноября)  | Дима Билан         | 5 | Александр Бон        | «Я ждал всю жизнь» (Алексей Чумаков)                                                                         | Давид Мгеладзе              | Полная команда | Полная команда | Полная команда | —              |
| Выпуск 10 (7 ноября)  | Александр Градский | 6 | Роман Кошкаров       | «Living for the City» (Стиви Уандер)                                                                         | Самвел Варданян             | Полная команда | Полная команда | Полная команда |                |
| Выпуск 10 (7 ноября)  | Дима Билан         | 7 | Евгения Благова      | «Как тревожен этот путь» (Алла Пугачева / Илья Резник)                                                       | Диляра Вагапова             | Полная команда | Полная команда | Полная команда | Полная команда |

## Нокауты

### Выпуски № 11-13: Нокауты
Этап «Нокауты» начался 14 ноября и завершился 28 ноября 2014 года. Наставники разобьют свои команды на три тройки. Из каждой тройки дальше пройдут двое. После этого раунда в командах останется по 6 участников.
Легенда
| Выпуск                | Наставник          | № | Песня                                                                     | Победители           | Проигравший         | Песня |
| --------------------- | ------------------ | - | ------------------------------------------------------------------------- | -------------------- | ------------------- | --- |
| Выпуск 11 (14 ноября) | Леонид Агутин      | 1 | «Они знакомы давно» (Андрей Косинский / Эрнест Ширяев)                    | Артур Бэст           | София Рубина-Хантер | «Can’t Buy Me Love» (Джон Леннон / Пол Маккартни)                                                          |
| Выпуск 11 (14 ноября) | Леонид Агутин      | 1 | «In Assenza Di Te» (Лаура Паузини / Альфредо Рапетти / Антонио Галбиати)  | Людмила Соколова     | София Рубина-Хантер | «Can’t Buy Me Love» (Джон Леннон / Пол Маккартни)                                                          |
| Выпуск 11 (14 ноября) | Александр Градский | 2 | «Вальс о вальсе» (Жак Брель / Александр Градский)                         | Александра Воробьёва | Екатерина Шемякина  | «Hurt» (Кристина Агилера / Линда Перри / Марк Ронсон)                                                      |
| Выпуск 11 (14 ноября) | Александр Градский | 2 | «Баллада о матери» (Евгений Мартынов / Андрей Дементьев)                  | Валентина Бирюкова   | Екатерина Шемякина  | «Hurt» (Кристина Агилера / Линда Перри / Марк Ронсон)                                                      |
| Выпуск 11 (14 ноября) | Пелагея            | 3 | «Le temps des cathedrales» (Люк Пламондон / Риккардо Коччанте)            | Пьер Эдель           | Альберт Мусаелян    | «Снег в пустыне» (Байгали Серкебаев, Илья Резник)                                                          |
| Выпуск 11 (14 ноября) | Пелагея            | 3 | «Something’s Got a Hold on Me» (Этта Джеймс / Лерой Киркленд / Пёрл Вудс) | Анастасия Главатских | Альберт Мусаелян    | «Снег в пустыне» (Байгали Серкебаев, Илья Резник)                                                          |
| Выпуск 11 (14 ноября) | Дима Билан         | 4 | «I Can’t Dance» (Фил Коллинз / Майк Резерфорд / Тони Бэнкс)               | Егор Сесарев         | Григорий Лавыш      | «Этажи» (Дмитрий Шуров, Андрей Хлывнюк)                                                                    |
| Выпуск 11 (14 ноября) | Дима Билан         | 4 | «Часы» (Сергей Ревтов)                                                    | Александр Бон        | Григорий Лавыш      | «Этажи» (Дмитрий Шуров, Андрей Хлывнюк)                                                                    |
| Выпуск 12 (21 ноября) | Дима Билан         | 1 | «Hold On, I’m Coming» (Айзек Хейз / Дэвид Портер)                         | Ольга Олейникова     | Севиль Велиева      | «Я искала тебя» (Гига Квенетадзе / Инесса Каминская)                                                       |
| Выпуск 12 (21 ноября) | Дима Билан         | 1 | «Broken Vow» (Уолтер Афанасьефф / Лара Фабиан)                            | Ксана Сергиенко      | Севиль Велиева      | «Я искала тебя» (Гига Квенетадзе / Инесса Каминская)                                                       |
| Выпуск 12 (21 ноября) | Пелагея            | 2 | «Летела гагара» (Александр Морозов / Николай Тряпкин)                     | Алиса Игнатьева      | Иван Чебанов        | «Девчонка-девчоночка» (Игорь Матвиенко / Александр Шаганов)                                                |
| Выпуск 12 (21 ноября) | Пелагея            | 2 | «Боже, какой пустяк» (Сергей Трофимов)                                    | Ярослав Дронов       | Иван Чебанов        | «Девчонка-девчоночка» (Игорь Матвиенко / Александр Шаганов)                                                |
| Выпуск 12 (21 ноября) | Леонид Агутин      | 3 | «Полетели» (Татьяна Залужная)                                             | Андрей Гризли        | Самвел Варданян     | «Historia de un Amor» (Карлос Элета Альмаран)                                                              |
| Выпуск 12 (21 ноября) | Леонид Агутин      | 3 | «Путь к свету» (Раймонд Паулс / Илья Резник)                              | Георгий Юфа          | Самвел Варданян     | «Historia de un Amor» (Карлос Элета Альмаран)                                                              |
| Выпуск 12 (21 ноября) | Александр Градский | 4 | «They Won’t Go When I Go» (Стиви Уандер / Ивонн Райт)                     | Роман Кошкаров       | Диана Шарапова      | «Out Here on My Own» (Лесли Гор / Майкл Гор)                                                               |
| Выпуск 12 (21 ноября) | Александр Градский | 4 | «Ederlezi» (музыка и слова народные)                                      | Буша Гоман           | Диана Шарапова      | «Out Here on My Own» (Лесли Гор / Майкл Гор)                                                               |
| Выпуск 13 (28 ноября) | Пелагея            | 1 | «Белые крылья» (Владимир Шаинский / Владимир Харитонов)                   | Сергей Михайлин      | Айгюн Аскерова      | «All Around the World» / «Сары Гелин» (Энди Моррис, Лиза Стэнсфилд / Йен Девани / музыка и слова народные) |
| Выпуск 13 (28 ноября) | Пелагея            | 1 | «Cry Me a River» (Джастин Тимберлейк / Тимоти Мосли / Скотт Сторч)        | Илья Киреев          | Айгюн Аскерова      | «All Around the World» / «Сары Гелин» (Энди Моррис, Лиза Стэнсфилд / Йен Девани / музыка и слова народные) |
| Выпуск 13 (28 ноября) | Леонид Агутин      | 2 | «Я тебя рисую» (Раймонд Паулс / Андрей Дементьев)                         | Интарс Бусулис       | Мария Зайцева       | «I Belong to You» (Ленни Кравиц)                                                                           |
| Выпуск 13 (28 ноября) | Леонид Агутин      | 2 | «Реквием» (Марк Минков / Марина Цветаева)                                 | Мариам Мерабова      | Мария Зайцева       | «I Belong to You» (Ленни Кравиц)                                                                           |
| Выпуск 13 (28 ноября) | Дима Билан         | 3 | «Goomba Boomba» (Билли Мэй)                                               | Евгения Благова      | Евгений Крафт       | «Love of My Life» (Фредди Меркьюри)                                                                        |
| Выпуск 13 (28 ноября) | Дима Билан         | 3 | «Небеса» (Александр Шульгин)                                              | Симона Да Сильва     | Евгений Крафт       | «Love of My Life» (Фредди Меркьюри)                                                                        |
| Выпуск 13 (28 ноября) | Александр Градский | 4 | «Песня о корабле» (Эдуард Артемьев / Наталья Кончаловская)                | Андрей Лефлер        | Рамин Альханский    | «Lady» (Лайонел Ричи)                                                                                      |
| Выпуск 13 (28 ноября) | Александр Градский | 4 | «Жил-был я» (Давид Тухманов / Семён Кирсанов)                             | Станислас Виторт     | Рамин Альханский    | «Lady» (Лайонел Ричи)                                                                                      |

## Четвертьфинал

### Выпуски № 14-15: Четвертьфиналы
Наставники разобьют свои команды на две тройки. Из каждой тройки дальше пройдет лишь один. Выбор оставшегося определяют наставник и телезрители. После этого раунда в командах останется по 2 участников.
Легенда
| Выпуск                 | Наставник          | №                  | Участник                                                                                      | Песня                                                                       | Голоса наставника | Голоса зрителей | Сумма голосов      | Итог               |  |
| ---------------------- | ------------------ | ------------------ | --------------------------------------------------------------------------------------------- | --------------------------------------------------------------------------- | ----------------- | --------------- | ------------------ | ------------------ |  |
| Выпуск 14 (5 декабря)  | Леонид Агутин      | 1                  | Георгий Юфа                                                                                   | «September» (Эл Маккей, Морис Уайт, Элли Уиллис)                            | 30 %              | 23,5 %          | 53,5 %             | Выбыл              |  |
| Выпуск 14 (5 декабря)  | Леонид Агутин      | 2                  | Людмила Соколова                                                                              | «Ты здесь» (Игорь Николаев)                                                 | 20 %              | 38,2 %          | 58,2 %             | Выбыла             |  |
| Выпуск 14 (5 декабря)  | Леонид Агутин      | 3                  | Мариам Мерабова                                                                               | «Play the Game» (Фредди Меркьюри)                                           | 50 %              | 38,3 %          | 88,3 %             | Прошла в полуфинал |  |
| Выпуск 14 (5 декабря)  | Александр Градский | 4                  | Роман Кошкаров                                                                                | «С чего бы» (Юрий Антонов, Виктор Дюнин)                                    | 30 %              | 11,4 %          | 41,4 %             | Выбыл              |  |
| Выпуск 14 (5 декабря)  | Александр Градский | 5                  | Александра Воробьёва                                                                          | «You Lost Me» (Кристина Агилера, Сэмюэль Диксон, Сиа Фёрлер)                | 50 %              | 67,4 %          | 117,4 %            | Прошла в полуфинал |  |
| Выпуск 14 (5 декабря)  | Александр Градский | 6                  | Андрей Лефлер                                                                                 | «Вот так папа пел» (Александр Градский)                                     | 20 %              | 21,2 %          | 41,2 %             | Выбыл              |  |
| Выпуск 14 (5 декабря)  | Дима Билан         | 7                  | Евгения Благова                                                                               | «Ария звезды» (Алексей Рыбников, Павел Грушко)                              | 20 %              | 38,5 %          | 58,5 %             | Выбыла             |  |
| Выпуск 14 (5 декабря)  | Дима Билан         | 8                  | Егор Сесарев                                                                                  | «Игрушки» (Леонид Агутин)                                                   | 30 %              | 18,8 %          | 48,8 %             | Выбыл              |  |
| Выпуск 14 (5 декабря)  | Дима Билан         | 9                  | Ксана Сергиенко                                                                               | «Beat It» (Майкл Джексон)                                                   | 50 %              | 42,7 %          | 92,7 %             | Прошла в полуфинал |  |
| Выпуск 14 (5 декабря)  | Пелагея            | 10                 | Ярослав Дронов                                                                                | «Когда молод был» (музыка и слова народные)                                 | 50 %              | 70,9 %          | 120,9 %            | Прошёл в полуфинал |  |
| Выпуск 14 (5 декабря)  | Пелагея            | 11                 | Илья Киреев                                                                                   | «Smile Mona Lisa» (Антонио Мария, Джордж Пэйджон, Луис Бонфа, Уильям Адамс) | 20 %              | 15,6 %          | 35,6 %             | Выбыл              |  |
| Выпуск 14 (5 декабря)  | Пелагея            | 12                 | Анастасия Главатских                                                                          | «Secretly» (Дебора Дайер, Лен Арран)                                        | 30 %              | 13,5 %          | 43,5 %             | Выбыла             |  |
|                        |                    |                    |                                                                                               |                                                                             |                   |                 |                    |                    |  |
| Выпуск 15 (12 декабря) |                    |                    |                                                                                               |                                                                             |                   |                 |                    |                    |  |
| Александр Градский     | 1                  | Станислас Виторт   | «The Music of the Night» (Эндрю Ллойд Уэббер, Чарльз Харт, \|Ричард Стилгоу)                  | 20 %                                                                        | 10,5 %            | 30,5 %          | Выбыл              |                    |  |
| Александр Градский     | 2                  | Валентина Бирюкова | «Арлекино» (Эмил Димитров, Борис Баркас, Александр Градский)                                  | 50 %                                                                        | 67,5 %            | 117,5 %         | Прошла в полуфинал |                    |  |
| Александр Градский     | 3                  | Буша Гоман         | «Falling in Love with Jesus» ([Джонатан Батлер)                                               | 30 %                                                                        | 22 %              | 52 %            | Выбыл              |                    |  |
| Леонид Агутин          | 4                  | Интарс Бусулис     | «Я люблю тебя больше природы» (Раймонд Паулз, Евгений Евтушенко)                              | 50 %                                                                        | 39,6 %            | 89,6 %          | Прошёл в полуфинал |                    |  |
| Леонид Агутин          | 5                  | Андрей Гризли      | «Counting Stars» (Райан Теддер)                                                               | 20 %                                                                        | 24 %              | 44 %            | Выбыл              |                    |  |
| Леонид Агутин          | 6                  | Артур Бэст         | «Поздний вечер в Сорренто» (Владимир Бородин, Александр Бережной)                             | 30 %                                                                        | 36,4 %            | 66,4 %          | Выбыл              |                    |  |
| Пелагея                | 7                  | Сергей Михайлин    | «Jesus to a Child» (Джордж Майкл)                                                             | 20 %                                                                        | 12,8 %            | 32,8 %          | Выбыл              |                    |  |
| Пелагея                | 8                  | Алиса Игнатьева    | «Белым снегом» (Евгений Родыгин, Григорий Варшавский)                                         | 50 %                                                                        | 58,4 %            | 108,4 %         | Прошла в полуфинал |                    |  |
| Пелагея                | 9                  | Пьер Эдель         | «Я лишь хочу сказать» (Эндрю Ллойд Уэббер, Тим Райс)                                          | 30 %                                                                        | 28,8 %            | 58,8 %          | Выбыл              |                    |  |
| Дима Билан             | 10                 | Ольга Олейникова   | «До самого неба» (Инна Желанная)                                                              | 20 %                                                                        | 8,4 %             | 28,4 %          | Выбыла             |                    |  |
| Дима Билан             | 11                 | Симона Да Сильва   | «Wrecking Ball» (Саша Скарбек, Стефан Моккио, Лукас Готвальд, Морин Макдональд, Генри Уолтер) | 30 %                                                                        | 23,2 %            | 53,2 %          | Выбыла             |                    |  |
| Дима Билан             | 12                 | Александр Бон      | «Supremacy» (Мэттью Беллами)                                                                  | 50 %                                                                        | 68,4 %            | 118,4 %         | Прошёл в полуфинал |                    |  |

## Полуфинал

### Выпуск № 16: Полуфинал
Двое участников в каждой команде боролись за выход в финал проекта. Выпуск прошёл в прямом эфире, выбирали финалистов как наставники, так и зрители.
Легенда
| Выпуск                 | № | Наставник          | Участник             | Песня                                                                              | Голоса наставника | Голоса зрителей | Сумма голосов | Итог           |
| ---------------------- | - | ------------------ | -------------------- | ---------------------------------------------------------------------------------- | ----------------- | --------------- | ------------- | -------------- |
| Выпуск 16 (19 декабря) | 1 | Леонид Агутин      | Интарс Бусулис       | «Honesty» (Билли Джоэл)                                                            | 40 %              | 45,6 %          | 85,6 %        | Выбыл          |
| Выпуск 16 (19 декабря) | 2 | Леонид Агутин      | Мариам Мерабова      | «Сто часов счастья» (Константин Орбелян, Вероника Тушнова)                         | 60 %              | 54,4 %          | 114,4 %       | Прошла в финал |
| Выпуск 16 (19 декабря) | 3 | Дима Билан         | Александр Бон        | «Давай друг друга украдем» (Игорь Крутой, Николай Зиновьев)                        | 60 %              | 81,9 %          | 141,9 %       | Прошел в финал |
| Выпуск 16 (19 декабря) | 4 | Дима Билан         | Ксана Сергиенко      | «Приезжай» (Алла Пугачёва)                                                         | 40 %              | 18,1 %          | 58,1 %        | Выбыла         |
| Выпуск 16 (19 декабря) | 5 | Пелагея            | Ярослав Дронов       | «Я здесь» (Валерий Кипелов, Маргарита Пушкина)                                     | 60 %              | 65,6 %          | 125,6 %       | Прошел в финал |
| Выпуск 16 (19 декабря) | 6 | Пелагея            | Алиса Игнатьева      | «Брови» (Музыка и слова народные, Алексей Иванов, Алексей Румянцев, Денис Федоров) | 40 %              | 34,4 %          | 74,4 %        | Выбыла         |
| Выпуск 16 (19 декабря) | 7 | Александр Градский | Валентина Бирюкова   | «Simply the Best» (Майк Чепмен, Холли Найт)                                        | 40 %              | 43,4 %          | 83,4 %        | Выбыла         |
| Выпуск 16 (19 декабря) | 8 | Александр Градский | Александра Воробьёва | «Listen» (Скотт Катлер, Генри Кригер, Энн Превен)                                  | 60 %              | 56,6 %          | 116,6 %       | Прошла в финал |

Выступления вне конкурса
| № | Исполнители                                                       | Песня                              |
| - | ----------------------------------------------------------------- | ---------------------------------- |
| 1 | Александр Маршал, Алексей Белов, Интарс Бусулис и Мариам Мерабова | «Moscow Calling»                   |
| 2 | Валерия, Александр Бон и Ксана Сергиенко                          | «Pardonne-moi ce caprice d’enfant» |
| 3 | Михаил Боярский, Александра Воробьёва и Валентина Бирюкова        | «Nowhere Man»                      |
| 4 | Гарик Сукачёв, Ярослав Дронов и Алиса Игнатьева                   | «Ольга»                            |

## Финал

### Выпуск № 17: Финал
В эфир вышел 26 декабря 2014 года. Александра Воробьёва из команды Александра Градского стала победителем.
| Выпуск                 | Наставник          | Участник             | № | Дуэт с наставником | № | Соло № 1                        | №      | Соло № 2           | Голоса зрителей | Итог            |
| Выпуск 17 (26 декабря) |                    |                      |   |                    |   |                                 |        |                    |                 |                 |
| ---------------------- | ------------------ | -------------------- | - | ------------------ | - | ------------------------------- | ------ | ------------------ | --------------- | --------------- |
| Выпуск 17 (26 декабря) | Леонид Агутин      | Мариам Мерабова      | 1 | «Что происходит?»  | 5 | «I Just Wanna Make Love to You» | Выбыла | Выбыла             | Выбыла          | Четвёртое место |
| Выпуск 17 (26 декабря) | Пелагея            | Ярослав Дронов       | 2 | «Не для меня»      | 6 | «Настоящему индейцу»            | 9      | «What Love Can Be» | 44,6 %          | Второе место    |
| Выпуск 17 (26 декабря) | Александр Градский | Александра Воробьёва | 3 | «Любимая, спи»     | 7 | «Лебединая верность»            | 10     | «Призрак оперы»    | 55,4 %          | Победитель      |
| Выпуск 17 (26 декабря) | Дима Билан         | Александр Бон        | 4 | «Не молчи»         | 8 | «I Was Made for Loving You»     | 11     | «Созрела»          | Н/д             | Третье место    |

Выступления вне конкурса
| № | Исполнители                   | Песня                     |
| - | ----------------------------- | ------------------------- |
| 1 | Все участники третьего сезона | «The Winner Takes It All» |
| 2 | Мариам Мерабова               | «Исповедь артиста»        |